# Günther Klum
Pour les articles homonymes, voir Klum.
Günther Klum, né le 24 août 1945 à Bergisch Gladbach, est un cadre dirigeant et entrepreneur allemand.

## Biographie

### Vie familiale
Il est marié avec la coiffeuse allemande, Erna Klum avec il a eu deux enfants Il est le père du chauffeur de bus, Michael Klum (né en 1968) et de la célèbre mannequin germano-américaine Heidi Klum.
Il est grand-père de quatre petits-enfants, Henry Günther Ademola Dashtu Samuel né en 2004, Johan Riley Fyodor Taiwo Samuel née en 2005, Lou Sulola Samuel née en 2009, enfants de son ex-gendre, le chanteur anglais Seal et de la mannequin américain Leni Klum, fille de l'homme d'affaires italien Flavio Briatore. Il est le beau-père du musicien allemand Tom Kaulitz,.

## Carrière
Günther Klum, né à Bergisch Gladbach est entrepreneur, possède des vignobles en bord de Moselle, et a été directeur de production chez le fabricant de parfum 4711 pendant 25 ans, . Depuis des années, il dirigeait les activités de sa fille, la mannequin Heidi Klum en Allemagne, à savoir Heidi Klum GmbH & Co KG et surtout sa filiale ONEeins fab Management , une agence de mannequins qui négocie tous les accords publicitaires et les contrats pour le show et qui met en vedette des femmes en compétition pour obtenir la chance de devenir un top model dans l'émission Germany's Next Topmodel. Les finalistes doivent être prêtes à travailler avec Gunther Klum. En 2021, sa relation avec Heidi s'est tendue lorsqu'il s'est assuré les droits de marque sur le nom de Leni. La même année, selon Bild, il prépare de nouveaux projets d'émission télé avec des modèles uniquement masculins.